# Adolfo Oliveira
Adolfo Barbosa Neto de Oliveira GOMA (Petrópolis, 26 de novembro de 1924 — Brasília, 24 de agosto de 1999), ou apenas Adolfo Oliveira, foi um médico e político brasileiro. Filho de Álvaro de Oliveira e de Francisca Maria de Carvalho Barbosa de Oliveira, nasceu na cidade de Petrópolis (RJ) no dia 26 de novembro de 1924. Faleceu aos 74 anos no dia 24 de agosto de 1999, em Brasília. Formado em Medicina pela Faculdade Nacional de Medicina da Universidade do Brasil (1950), ingressou na vida pública em janeiro de 1947, quando se tornou Vereador na Câmara Municipal de Petrópolis, pela União Democrática Nacional (UDN).
Exerceu o mandato de Deputado Federal (Constituinte) em 1988.

## Vida Pública
Adolfo Oliveira deu início a sua vida política em janeiro de 1947, quando elegeu-se vereadora à Câmara Municipal de Petrópolis pela União Democrática Nacional (UDN), assumindo o mandato ainda no mesmo ano. No mês de outubro do ano de 1950 ele se elegeu a deputado estadual no Rio de Janeiro ainda pela UDN, e deixo a Câmara Municipal de Petrópolis em janeiro de 1951 para assumir o seu mandato na Assembleia Legislativa Fluminense no mês de fevereiro de 1951, tornando-se o vice-líder da bancada da UDN.
No mês de outubro do ano de 1954 Adolfo se reelegeu como deputado estadual pela União Democrática Nacional, sendo secretário de Administração Geral do estado durante essa legislatura no governo e Miguel Couto Filho. Elegeu-se mais uma vez como deputado estadual no Rio de Janeiro no pleito de outubro do ano de 1958, mais uma vez pela UDN, e durante essa legislatura foi de novo vice-líder da bancada da UDN, até quem em 1962 acumulou essas funções com as de líder da maioria e do governo. Adolfo Oliveira foi ainda vice-presidente e, mais tarde, presidente da Assembleia Legislativa Fluminense.
No pleito do mês de outubro de 1962 Adolfo Oliveira se elegeu a deputado federal pelo Rio de Janeiro ainda pela União Democrática Nacional, e deixou a Assembleia em janeiro do ano de 1963 para tomar o seu assento na Câmara em fevereiro do mesmo ano. A partir de julho de 1963 ele foi vice-líder da bancada da UDN na Câmara dos Deputados e a partir do ano de 1965 foi líder da bancada. Adolfo foi ainda relator da Comissão Parlamentar de Inquérito sobre o custo do papel, entre os anos de 1964 e 1965, e com o fim dos partidos políticos pelo Ato Institucional nº2, do dia 27 de outubro de 1965, ele se filiou ao Movimento Democrático Brasileiro (MDB), que era o partido de oposição ao regime militar que foi instaurado no Brasil no mês de abril de 1964. No ano de 1966 Adolfo foi membro da Grande Comissão Constitucional, que foi a encarregada de apreciar o projeto da nova Constituição de 1967 e reelegeu-se deputado federal pelo Rio de Janeiro no pleito do mês de novembro de 1966, agora pelo Movimento Democrático Brasileiro.
Adolfo Oliveira foi vice-líder da bancada do Movimento Democrático Brasileiro, e também presidente da Comissão de Economia da Câmara dos Deputados durante a legislatura que durou de 1967 a 1971. A partir do ano de 1968 ele foi secretário-geral da Executiva Nacional do Movimento Democrático Brasileiro.
No pleito do mês de novembro do ano de 1970, Adolfo Oliveira foi reeleito deputado federal, sendo o mais votado do Movimento Democrático Brasileiro no Rio de Janeiro. Em fevereiro do ano de 1971 ele aderiu ao Partido Democrático Republicano, que na época ainda estava em fase de formação, por estar divergindo da orientação do MDB. Como esse novo partido não obteve o seu registro, Adolfo ficou sem legenda na Câmara Federal até o final de seu mandato, no mês de janeiro do ano de 1975. Ainda nessa legislatura ele participou da Comissão de Economia, foi membro relator da Comissão Especial para a Integração dos Povos da Comunidade de Língua Portuguesa e também suplente da Comissão de Relações Exteriores.
No ano de 1976 Adolfo Oliveira e mais dois políticos de Petrópolis aderiram à Aliança Renovadora Nacional (Arena), que era o partido de sustentação da ditadura militar instaurada no Brasil. Com o final do bipartidarismo e com a reformulação partidária, Adolfo se filiou ao Partido do Movimento Democrático Brasileiro (PMDB), a agremiação que sucedeu à arena.
No ano de 1983 Adolfo assumiu a Secretaria de Governo da Prefeitura de Petrópolis e também a presidência do diretório municipal do Partido do Movimento Democrático Brasileiro. Já em 1985 ele foi um dos fundadores do Partido Liberal (PL), uma agremiação que foi liderada pelo deputado federal Álvaro Vale.

Adolfo Oliveira candidatou-se pelo Partido Liberal do Rio de Janeiro a uma cadeira na Assembleia Nacional Constituinte no pleito do mês de novembro do ano de 1986, e,apesar de ter obtido apenas 8 mil votos, conseguiu eleger-se graças à expressiva votação de Álvaro Vale. Foi empossado de seu cargo no mês de fevereiro de 1987.